# Bočni talokalkanealni ligament
Bočni talokalkanealni ligament (lat ligamentum talocalcaneum laterale) ili spoljašnji  kalkaneo-astragaloidni ligament (external calcaneo-astragaloid ligament) jedan je od četiri ligament u statavu subtalarnog zgloba ili donjeg zgloba gležnja. Čini ga kratak i jak snop kolagenih vlakana, koja prolaze sa bočne površine talusa, odmah ispod njegovog fibularnog dela i završavaju se na bočnoj površini petne kosti ili kalkaneusa.
Nalazi se paralelno (pored) kalkanoofibularnog ligamenta.  

## Patologija
Povrede gležnja, koji se sastoji isključivo od kosti i hrskavice, fleksibilnog ali čvrstog vezivnog tkiva, jako su česte, posebno kod sportista. Frakture u ovom području gležnja su takođe vrlo česte, jer u talusu ne nastaju mišići, niti se oni vezuju sa talusnom kosti. 
Povrede bočnog talokalkanealnalnog ligamenta mogu se teško sagledati tradicionalnom imidžing dijagnostikom.

## Literatura
- Tratat elementar de anatomie descriptivă și topografică (cu aplicațiuni medico-chirurgicale) de Victor Papilian. Ediția III-a. Vol. I. Generalități, osteologie, artrologie, miologie. Sibiu, editura "Dacia Traiana" S. A. 1942
- Victor Papilian. Anatomia omului. Volumul I – Aparatul locomotor. Ediția a XI-a, revizuită integral de prof. univ. dr. Ion Albu. Editura ALL, 2006
- Z. Iagnov, E. Repciuc, I. G. Russu. Anatomia omului. Aparatul locomotor. Editura Medicală. București. 1962
- Viorel Ranga. Anatomia omului, vol. 2 - Membrele. Editura: CERMA. 2002
- Mihail Ștefaneț. Anatomia omului. Volumul I. Chișinău, Centrul Editorial-Poligrafic Medicina, 2007
- Sobotta Atlas of Human Anatomy. Volume 1 Head, Neck, Upper Limb. 14th ed 2006
- Gray's Anatomy. The Anatomical Basis of Clinical Practice. Susan Standring. 40th Edition 2008
- Pocket Atlas of Human Anatomy. Based on the International Nomenclature. Heinz Feneis. 4th edition 2000
- Atlas of Anatomy (Latin Nomenclature). Anne M. Gilroy. Thieme 2009
- Waldeyer. Anatomie des Menschen 17. Auflage. 2003

## Spoljašnje veze
- Lateral talocalcaneal ligament Архивирано на веб-сајту  (11. јануар 2019) (језик: енглески)